# Camogli
Camogli ([kaˈmoʎʎi, -ˈmɔʎʎi]; ligurisch Camoggi, ausgesprochen Kamúdschi [kaˈmudːʒi]) ist eine italienische Gemeinde mit 4930 Einwohnern (Stand 31. Dezember 2023). Sie gehört zur Metropolitanstadt Genua.

## Geographie
Camogli liegt auf der Westseite der Halbinsel von Portofino, am Golfo Paradiso an der Riviera di Levante. Zu Camogli gehört der größte Teil des Parco Naturale Regionale di Portofino sowie ein Teil des Meeresschutzgebiets Portofino. Auf Gemeindegebiet liegt auch das heute viel besuchte ehemalige Kloster San Fruttuoso.

## Geschichte
Der Ortsname Camogli ist mit Sicherheit antiken Ursprungs, aber seine Herkunft ist ungewiss. Gemäß einer Erklärung liegt eine Ableitung von Camulo oder Camulio vor, einem sabinischen und etruskischen Namen für die Gottheit Mars, oder von Camolio, einer gallokeltischen Gottheit. Ein anderer Erklärungsversuch geht von einem griechisch-ligurischen Namen aus, der „unteres Land“ bedeute (von der höher gelegenen Fraktion Ruta aus gesehen). Volksetymologisch sind die Deutungen als „Haus der Frauen“ (da diese allein zu Hause blieben und auf die Rückkehr ihrer Männer warteten, die sich eingeschifft hatten), oder als „Häuser in Stapeln“ (aufgrund der besonderen Anordnung der Häuser).
Camogli war im Spätmittelalter eine ansehnliche Hafenstadt. In der Blütezeit bestand die Flotte Camoglis aus Hunderten von Großseglern. Sie wurde die „Stadt der tausend weißen Segelschiffe“ genannt. 1798 stellte die Stadt ein großes Kontingent der Napoleonischen Flotte, die in ägyptischen Gewässern bei Abukir von Admiral Nelson geschlagen wurde. Das angesehene, 1874 gegründete Marinekolleg Cristoforo Colombo setzt die nautische Tradition ebenso fort, wie ein Altersheim für Kapitäne. Im Jahr 1880 hatte die Stadt (bei einer Einwohnerzahl von 12.000) 500 patentierte Schiffskapitäne.

## Wirtschaft
Das einstige Fischerdorf Camogli, das heute vornehmlich vom Tourismus lebt, ist bekannt für seine bunten Häuser, die sich hinter dem Strand aneinanderreihen. Die Farben sollen einst den Fischern von Camogli geholfen haben, nach dem Fang einfacher zu ihrem Hafen zurückzufinden.

## Sport
Bis heute überregional bekannt sind die Erstliga-Wasserballer des heimischen Schwimmklubs RN Camogli, die nach dem Zweiten Weltkrieg mehrere italienische Meisterschaften gewinnen konnten. Eine direkt am Meer gelegene Schwimmhalle gehört zu den bedeutendsten Bauten neueren Datums.

## Partnergemeinde
Camogli pflegt seit 1998 partnerschaftliche Beziehungen zur baden-württembergischen Gemeinde Tuningen.

## Trivia
Die Krankenstation auf der britischen Insel Tristan da Cunha im Südatlantik ist nach Camogli benannt, dem Herkunftsort von Repetto und Gaetano Lavarello, die sich 1892 auf der Insel niederließen.

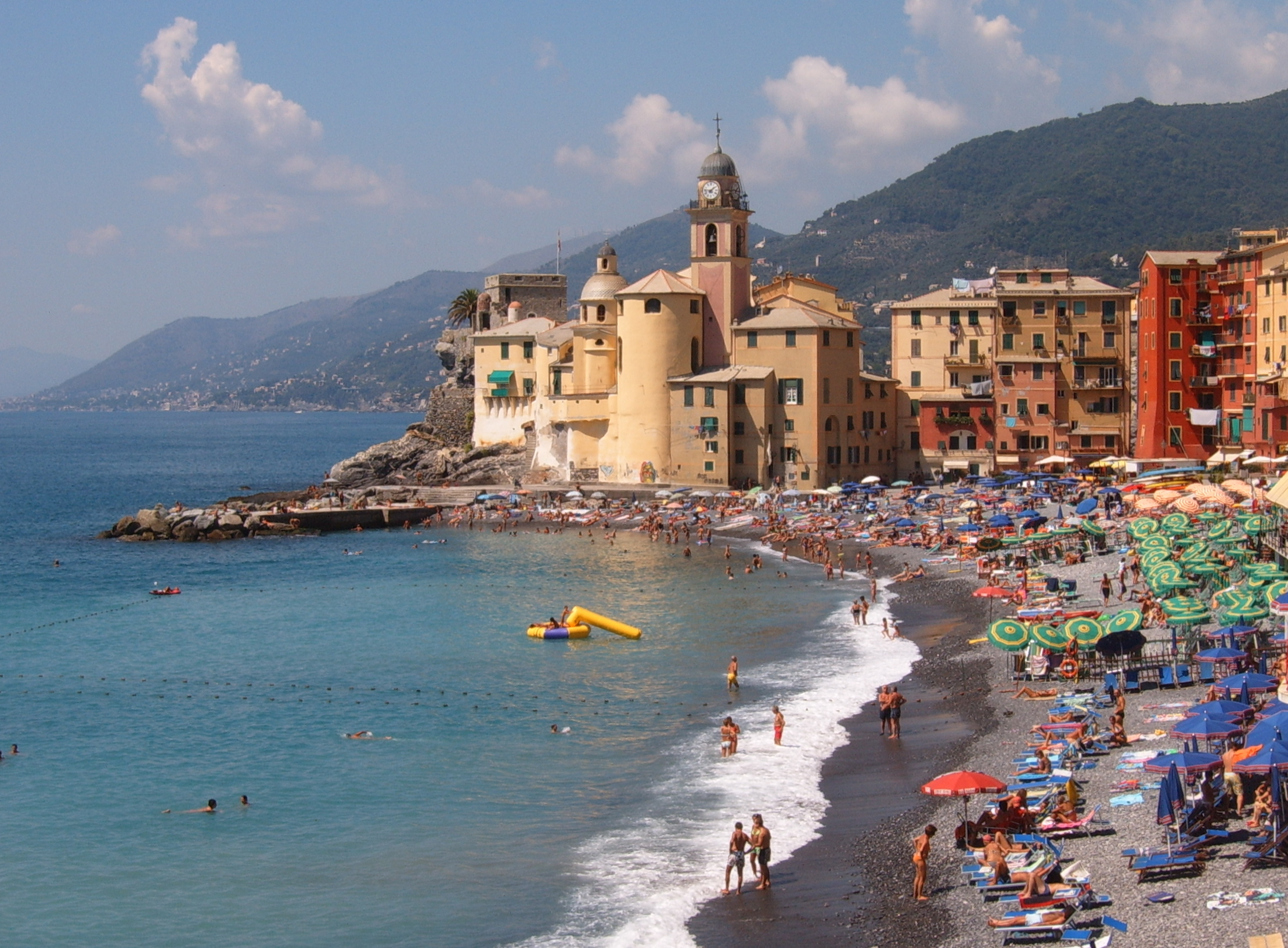
Lungomare von Camogli mit der Basilika Santa Maria Assunta
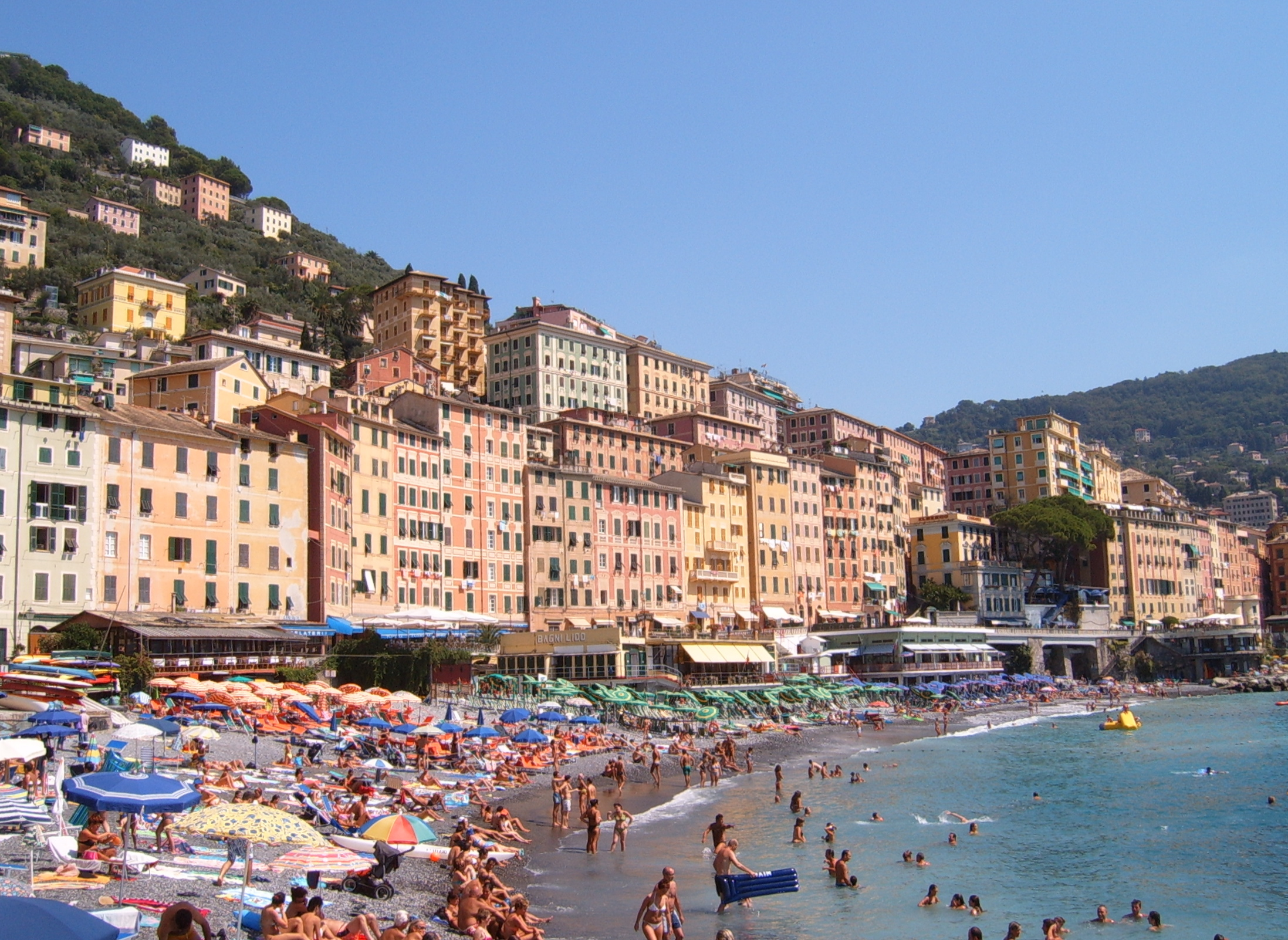
Die bunten Häuser von Camogli
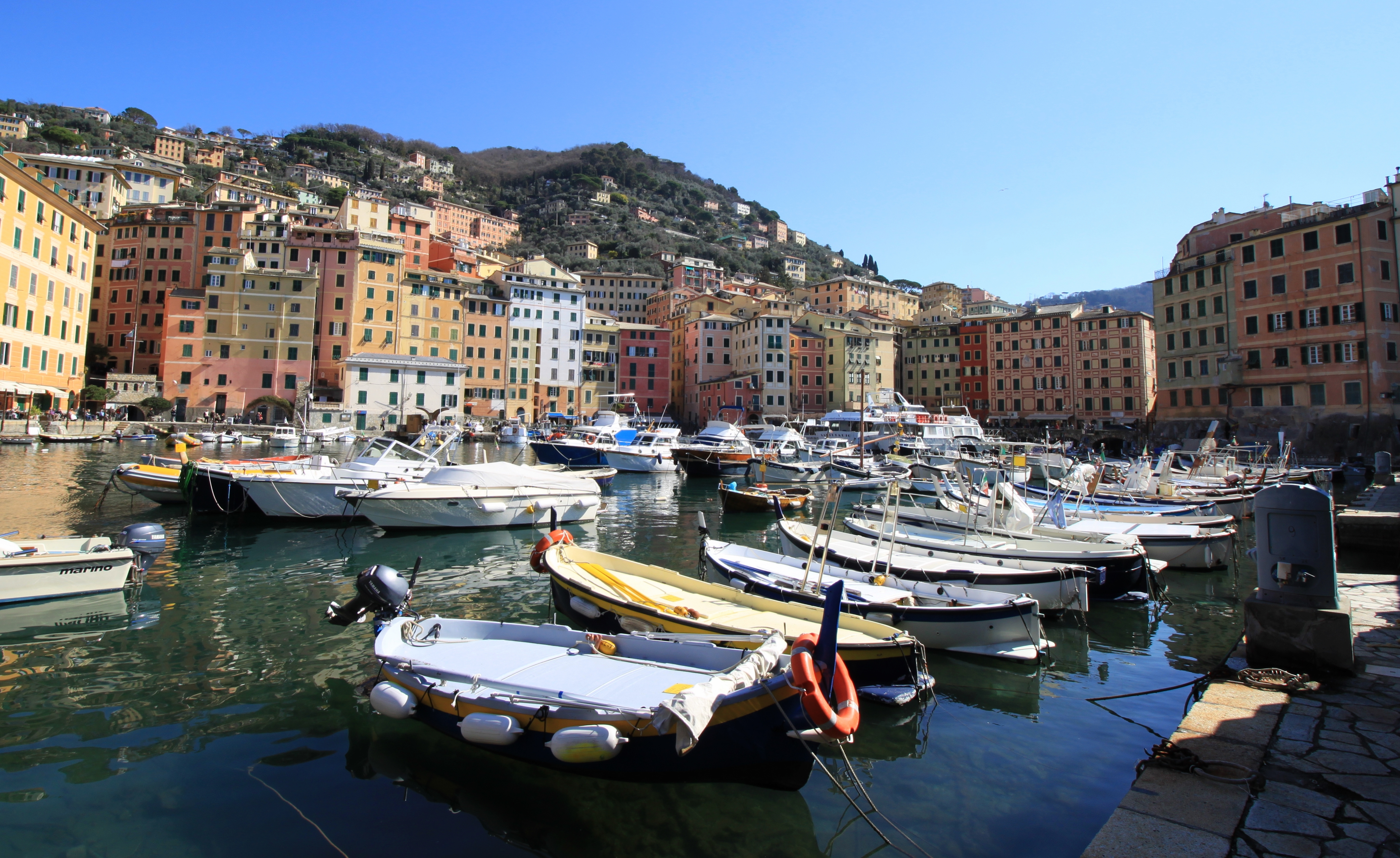
Marina
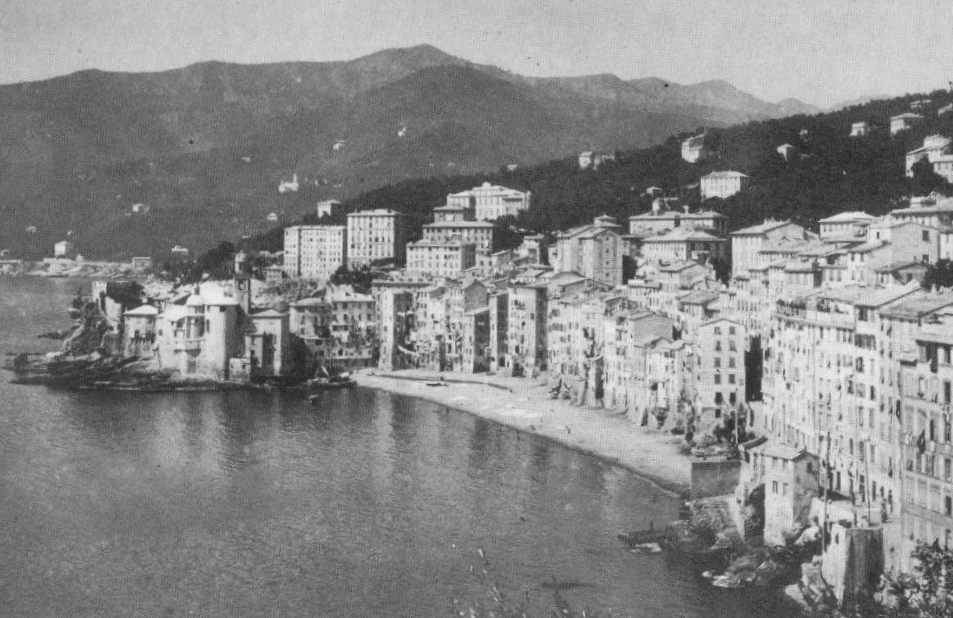
Camogli Anfang 20. Jahrhundert

## Persönlichkeiten
- Angelo Marciani (1928–2022), Wasserballspieler
- Frank Otto (* 1958), deutscher Rekordwasserballspieler
- Maik Cioni (* 1979), italienisch-deutscher Radrennprofi